# Miquel Arpa i Bultó
Miquel Arpa i Bultó   (Barcelona, 3 de desembre de 1976), més conegut com a Miki Arpa, és un pilot d'enduro català, Campió d'Europa en la categoria de més de 175 cc el 1997 i dues vegades guanyador del Junior Trophy als ISDE integrant l'equip estatal. A banda, d'entre el seu important palmarès en destaquen cinc Campionats d'Espanya (comptant-ne dos de scratch), la tercera posició als ISDE del 2000 i el cinquè lloc al Campionat del Món del 2001.

## Trajectòria esportiva
Net del fundador de Bultaco Francesc Xavier Bultó i fill del cofundador de Merlin Pere Arpa, Miki estigué envoltat de motocicletes i visqué l'ambient de les curses des del bressol. Ja de ben petit demostrà qualitats innates i un cop començà a competir esdevingué un pilot cobejat pels millors equips internacionals, essent considerat un dels deu millors pilotos del Campionat del Món d'Enduro.
Arpa es retirà de la competició a finals del 2007, després de 15 anys al món de l'enduro, tot i que anuncià que hi continuaria lligat i estaria al front de la seva escola de formació en aquest esport.

## Cursets d'Enduro
Arpa regenta una escola de motociclisme fora d'asfalt, l'Escola Off Road Miki Arpa, des de la qual imparteix cursets d'iniciació i perfeccionament a pilots que volen progressar en la disciplina de l'enduro. L'escola ofereix cursos per a afeccionats de tots els nivells, amb atenció personalitzada depenent del nivell de pilotatge de cada alumne, en la categoria masculina, femenina i infantil. Les pràctiques es desenvolupen al seu circuit d'entrenament particular, al "Mas Viñas" de Vulpellac, Baix Empordà.
A banda, Arpa és actualment el responsable del desenvolupament del model d'enduro MK de la nova empresa Jotagas, fundada el 2010.

## Palmarès
| Any          | Motocicleta  | Campionat del Món | Campionat del Món | Campionat del Món          | ISDE       | ISDE    | Campionat d'Espanya | Campionat d'Espanya | Campionat d'Espanya | Altres                            | Títols |
| Any          | Motocicleta  | 250cc             | 400cc             | 450cc                      | Jr. Trophy | Absolut | 250cc               | 400cc               | Scratch             | Altres                            | Títols |
| ------------ | ------------ | ----------------- | ----------------- | -------------------------- | ---------- | ------- | ------------------- | ------------------- | ------------------- | --------------------------------- | ------ |
| 1996         | Gas Gas      | -                 | -                 | -                          | -          | -       |                     |                     |                     |                                   | -      |
| 1997         | KTM          | -                 | -                 | -                          | -          | -       | 1r                  | -                   | 1r                  | Campió d'Europa +175cc 2T         | 3      |
| 1998         | KTM          | 7è                | -                 | -                          | 1r         | -       | 2n                  | -                   | 2n                  |                                   | 1      |
| 1999         | Husqvarna    | ?                 | -                 | -                          | 1r         | -       | 1r                  | -                   | 1r                  |                                   | 3      |
| 2000         | Husqvarna    | 5è                | -                 | -                          | -          | 3r      | 4t                  | -                   | 4t                  | 2n a l'Enduro Indoor de Barcelona | -      |
| 2001         | VOR          | -                 | 5è                | -                          | -          | -       | -                   | 1r                  | -                   |                                   | 1      |
| 2002         | VOR          | -                 | 7è                | -                          | -          | -       | -                   | 3r                  | -                   |                                   | -      |
| 2003         | Honda        | -                 | -                 | Retirat (problemes físics) | -          | -       | 4t                  | -                   | -                   |                                   | -      |
| 2004         | Husqvarna    | -                 | -                 | -                          | -          | -       | 6è                  | -                   | -                   |                                   | -      |
| 2005         | Husqvarna    | -                 | -                 | -                          | -          | -       | 2n                  | -                   | -                   |                                   | -      |
| 2006         | Husqvarna    | -                 | -                 | -                          | -          | -       | -                   | 4t                  | -                   |                                   | -      |
| 2007         | Husqvarna    | -                 | -                 | -                          | -          | -       | 10è                 |                     | -                   |                                   | -      |
| Total títols | Total títols | 0                 | 0                 | 0                          | 2          | 0       | 2                   | 1                   | 2                   | 1                                 | 8      |
|              |              |                   |                   |                            |            |         | 5 estatals          |                     |                     |                                   |        |

Notes
1. ↑  La classificació consignada als ISDE fa referència a la posició final obtinguda per l'equip estatal
2. ↑  Al total de títols s'hi compten tots els campionats estatals o internacionals guanyats, incloent-hi els ISDE